# Стайнер, Дэниел
Дэниел Стайнер (англ. Daniel Steiner; 6 августа 1933, Маунт-Вернон, штат Нью-Йорк — 11 июня 2006, Бостон) — американский юрист и администратор в сфере высшего образования.
Окончил Гарвардский университет (1954), там же в 1958 году получил степень бакалавра права (LLB). На протяжении пяти лет практиковал в Нью-Йорке как юрист, затем возглавил образовательные программы Агентства международного развития Государственного департамента США. В 1965 году Стайнер занял пост генерального советника (general counsel) Комиссии по вопросу равных возможностей занятости.
С 1969 года Стайнер работал в Гарвардском университете, заняв в 1970 году пост первого генерального советника, а в 1982 году — дополнительно пост вице-президента. Говоря о своей работе в Гарварде, Стайнер заявил в интервью 1991 года:

Для меня было особенно важно, когда Верховный Суд широко цитировал наше обращение при рассмотрении дела, в результате которого было поддержано право университетов принимать во внимание расовую и национальную принадлежность как предмет для позитивной дискриминации при принятии решений о приёме.

В 1992 году Стайнер ушёл в отставку с административных постов в Гарвардском университете. В 1993—1996 годах он читал лекции по публичной политике в Школе государственного управления имени Кеннеди Гарвардского университета. С 1994 года работа Стайнера была связана, прежде всего, с Консерваторией Новой Англии: он вошёл в наблюдательный совет, затем в 1995 году — в Совет попечителей, а в 1999 году возглавил консерваторию как президент — став первым немузыкантом во главе этого учебного заведения. Во время управления Стайнера политика привлечения лучших преподавателей на 70 % подняла количество подаваемых в консерваторию заявлений, а кампания по сбору финансовой поддержки для консерватории принесла 72 миллиона долларов.